# Ochrnutí
Ochrnutí je ztráta svalových funkcí jedné nebo více svalových skupin. Ochrnutí je často spojeno se ztrátou citu v postižené oblasti. Přibližně jeden z 50 lidí trpí nějakým typem ochrnutí, přechodného nebo trvalého. Pojem pochází z řeckého παράλυσις, „ztráta nervů“, a to pochází z παρά (para), „vedle“ a λύσις (lysis), „ztráta“ z λύω (luō), „ztratit“.

## Příčiny
Ochrnutí je nejčastěji způsobeno poškozením mozku nebo nervového systému, obzvláště pak míchy. Hlavní příčinou bývá mrtvice, nádorová onemocnění či další zdravotní problémy. Další příčinou ochrnutí může být otrava jedem, který narušuje nervové funkce (kurare, BMAA, botulin atp.).

## Typy ochrnutí
- monoplegie — ochrnutí jedné nohy nebo ruky
- paraplegie — ochrnutí obou nohou
- hemiplegie — ochrnutí ruky a nohy na stejné straně těla
- kvadruplegie — ochrnutí všech čtyř končetin